# Deux mamans pour Noël
Pour plus de détails, voir Fiche technique et Distribution.
Deux mamans pour Noël est un téléfilm de Noël réalisé par Paul Gueu et diffusé en 1998.

## Synopsis
Le soir du réveillon, Éric, déguisé en Père Noël, pénètre dans sa maison où l'attendent impatiemment ses trois enfants (Dimitri, Clarisse et Sophie) ainsi que son épouse Véronique. Les petits lui offrent un disque que Dimitri s'empresse de mettre. Après quelques notes, Éric, bouleversé, part en claquant la porte. Au petit matin, il avoue à sa famille que cette chanson est celle que lui chantait sa mère, qui l'a abandonné alors qu'il avait tout juste cinq ans. Dimitri, Clarisse et Sophie convainquent leur père de partir à la recherche de cette inconnue.

## Fiche technique
- Titre : Deux mamans pour Noël
- Réalisation : Paul Gueu, assisté de Régis Musset
- Scénario : Valérie Bonnier & Paul Gueu
- Musique : Aldo Frank
- Production : Monique Trnka - Anabase Productions (groupe Expand)
- Diffusion: France 2
- Pays d'origine :  France
- Durée : 94 minutes
- Format : Couleurs - 1,85:1
- Genre : comédie dramatique
- Sortie : 28 janvier 1998

## Distribution
- Antoine Duléry
- Julie Jézéquel
- Marie-José Nat
- Ottavia Piccolo
- Nicole Croisille
- Léa François
- Hubert Saint-Macary
- Charles Gérard
- Veronica Antico
- Nicolas Scellier
- Yves Pignot
- Olivier Claverie
- Noëlla Dussart